# Tadeusz Patan
Jeżeli edytujesz kod źródłowy, to aby uzyskać taki efekt: teoria, elektronem, Witolda Gombrowicza – twórz linki według składni: [[teoria]], [[elektron]]em, [[Witold Gombrowicz|Witolda Gombrowicza]].

Tadeusz Patan (ur. 1930, zm. 1997) – polski dziennikarz, redaktor, publicysta i fotoreporter, jeden z pierwszych pracowników tygodnika Kronika Beskidzka, założonego w 1956 roku. Uważany przez współpracowników i lokalne środowisko dziennikarskie za jednego z wybitniejszych reporterów Podbeskidzia, określany był mianem „króla łamów” przez redaktorów „Kroniki Beskidzkiej”, lokalnych dziennikarzy i działaczy społecznych. Znany z odważnych reportaży historycznych, zaangażowania w dokumentowanie wydarzeń społecznych, ochrony przyrody oraz codziennego życia lokalnej społeczności. Mimo braku formalnego wykształcenia dziennikarskiego, uchodził za „dziennikarza z urodzenia”, który potrafił przemienić nawet drobne zdarzenie w zajmującą opowieść.

## Życiorys
Tadeusz Patan urodził się w 1930 roku. W latach młodzieńczych był aktywnym harcerzem w strukturach Hufca Bielskiego ZHP. W 1948 roku pełnił funkcję przybocznego w jednej z drużyn harcerskich, która działała do momentu rozwiązania ZHP w 1949 roku.
Karierę dziennikarską związał z wydawanym w Bielsku-Białej tygodnikiem Kronika Beskidzka, gdzie pracował jako redaktor, reporter i fotoreporter. Był autorem licznych artykułów poświęconych tematyce historycznej, społecznej i przyrodniczej. W 1977 roku opublikował cykl reportaży pt. „Sosienki umierają walcząc”, opisujący działalność oddziału Armii Krajowej „Sosienki” w rejonie Oświęcimia. Cykl ten, oparty na rozmowach z Janem Wawrzyczkiem, był jedną z pierwszych tak odważnych publikacji na temat AK w lokalnej prasie okresu PRL.
Patan pisał również teksty o tematyce przyrodniczej, społecznej i kryminalnej. Jego artykuły, według redaktorów „Kroniki Beskidzkiej” oraz wspomnień dziennikarzy lokalnych, cechowały się żywym, barwnym stylem oraz głębokim zaangażowaniem w sprawy społeczności regionu. Szczególną pasję wykazywał w obronie przyrody Beskidów, wielokrotnie podejmując tematykę dewastacji środowiska naturalnego. W swoich publikacjach występował w obronie drzew, rzek i zwierząt, nierzadko wywołując tym lokalne i ogólnopolskie dyskusje, a nawet afery o krajowym zasięgu. Opisywano go jako „ostatniego Mohikanina staroświeckiej, żywej, barwnej, autentycznej, bardzo osobistej i bardzo chętnie czytanej reporterki”. Nazywano go także „latającym i węszącym reporterem”, który „żył od podwórka, blisko swych bohaterów i najbliżej spraw, którymi się zajmował. Dotykał, przeżywał, pisał i wściekle bronił swej prawdy. Ze staromodnym canonem, ciężkim jak kamień, wchodził tam, gdzie innym było za ciężko, poparzony w pożarze czechowickiej rafinerii i skostniały z zimna pod tragicznym mostem w Oczkowie”.
Zmarł w 1997 roku.

## Dziedzictwo
Tadeusz Patan pozostawił po sobie bogaty dorobek dziennikarski, który, według współpracowników, lokalnych publicystów i redaktorów, przyczynił się do zachowania pamięci o wydarzeniach historycznych Podbeskidzia oraz promowania wartości obywatelskich i ekologicznych. Jego praca w Kronice Beskidzkiej stanowi ważny wkład w historię polskiego dziennikarstwa regionalnego.
Lista wydań „Kroniki Beskidzkiej”, w których ukazywały się jego teksty, została częściowo udostępniona online i stanowi źródło dokumentujące jego działalność reporterską.